# Teresa Lamas de Rodríguez Alcalá
Teresa Lamas Rodríguez de Alcalá Guaya (Asunción, 1887-ibídem, 1976) fue una escritora paraguaya. Su obra Tradiciones del hogar se convirtió en la primera novela escrita por una mujer en su país. El tema principal de sus obras era el costumbrismo.

## Biografía
Lamas Carísimo nació en Asunción, Paraguay, en 1887, aunque a veces se dice que nació en 1889. Sus padres eran Vicente Lamas y Clementina Carísimo, miembros de la élite colonial local. Recibió educación pública y comenzó a escribir desde muy joven; en 1919 ganó el primer premio en un concurso nacional de cuentos.